# Polop
Polop är en ort i Spanien.   Den ligger i provinsen Provincia de Alicante och regionen Valencia, i den östra delen av landet, 400 km sydost om huvudstaden Madrid. Polop ligger 217 meter över havet och antalet invånare är 3 354.
Terrängen runt Polop är lite bergig. Runt Polop är det tätbefolkat, med 709 invånare per kvadratkilometer. Närmaste större samhälle är Benidorm, 9,4 km söder om Polop. Trakten runt Polop består till största delen av jordbruksmark.